# Guyana i olympiska sommarspelen 1992
Guyana deltog i de olympiska sommarspelen 1992 med en trupp bestående av sex deltagare, men ingen av landets deltagare erövrade någon medalj.

## Friidrott
Herrarnas längdhopp
- Mark Mason
  - Kval — 7,83 m (→ gick inte vidare)

Damernas höjdhopp
- Najuma Fletcher
  - Kval — 1,79 m (→ gick inte vidare)